# Radiotalk
Radiotalk（ラジオトーク）は、Radiotalk株式会社が提供する無料の音声配信サービス。前身はエキサイトの社内ベンチャー制度からリリースされたものであったが、2019年3月7日にXTech株式会社によって設立されたRadiotalk株式会社との協業を発表。同社は同年5月20日に、毎日放送系列であるMBSイノベーションドライブとの資本提携を発表、2020年10月19日にSTRIVE（旧：グリーベンチャーズ）、グノシー傘下のGunosy Capital、オー・エル・エムベンチャーズ、マネックスベンチャーズ等から約3億円の資金調達を発表。その後、約7億円の資金調達を行っていることが公開されている。

## 概要
2017年8月に「だれでも簡単にトークを配信できる音声CGMアプリ」としてベータ版が公開開始。キャッチフレーズは「匿名OK、顔なしOK、思うままにトーク配信」。
サービス名の由来は「トークの可能性を信じているのでtalkは入れたかった」、また一発でイメージできるように、「er」をつけて配信者が「ラジオトーカー」と呼ばれるようにという想いが込められた。Facebook、Evernoteの影響から、二語を繋いで頭文字だけが大文字となっている。
立ち上がった背景は「小説家や随筆家といった著作家とは異なる魅力が"ブロガー"にあり、テレビに出る芸能人とは異なる魅力が"YouTuber"にあるように、ラジオに出演するプロのパーソナリティとはまた違う、一般の利用者ならではの等身大のトークからトークコンテンツの新たな盛り上がりを創出していきたい」としている。
2018年4月にiOS限定で正式リリース。公開版のキャッチフレーズは「誰でも簡単とくめい音声配信」。一般人のほか、ウエストランドやヤーレンズ、XXCLUB大島育宙、街裏ぴんくなどの実力派若手芸人やK-PROスタッフなどが始めており、若手芸人の間で注目を浴びている。2019年のM-1グランプリで優勝を勝ち取ったミルクボーイも、テレビ出演の機会に恵まれなかったことからRadiotalkでの配信を毎週木曜に続けており、テレビやSNSで語れない本音やオリジナル漫才を披露している。
2019年3月7日、Radiotalk株式会社の設立を発表。2019年5月、毎日放送系列のMBSイノベーションドライブから１億円の資金調達を実施。2019年7月、Radiotalkの配信者が出演する番組『アッパレ！ラジオトーカーやってまーす』がMBSラジオで放送開始。
2022年5月1日、ウェブブラウザ版からの音声配信機能を公開し、Radiotalkアプリ内の収録配信にとどまらず、ウェブからアップロードする形でポッドキャスト配信CMSとしても使用できるようになった。これによりRSSフィードを使用することで、PCからRadiotalkアプリ内への配信すると同時にApplePodcastやSpotify、GoolePodcastsやAmazonMusicにポッドキャスト配信が可能となっている。

## 機能

### トーク配信（収録型）
編集は声の高さ・低さ、速度、音量を加工できるほか、収録中に自由に効果音（「ジャジャン！」「ピンポン」「ブブー」「なんでやねん！」「拍手」「ピー」）」をつけることができる。配信前に収録したトークを事前確認することができる「プレビュー」、配信前に端末に保存しておくことができる「下書き保存」、Radiotalkを流しながら他のアプリを使える「バックグラウンド再生」、オフラインでトークを聴くための「ダウンロード」、通知や連続自動再生するための「フォロー」、反響がわかる「いいね」「ウケるね」「ネギ」、再生数やフォロワー数がわかる「アナリティクス」など。
また、配信者は「トーカー」、聴取者は「リスナー」と呼ばれている。
配信した音声は、ブログやサイトからでも再生できるようになる「埋め込み」が可能。ブロガーはHTMLタグを貼り付けることで「埋め込み」することができる。

### ライブ配信（生放送）
リスナーは食べ物やセリフ（なんでやねん、草、わかりみ、など）のギフトを贈ることができる。トーカーはコメントをミュート、ブロックすることも可能。

## ラジオ番組とのコラボレーション企画
2018年8月から、MBSラジオとのコラボレーションの下で、「トーカーがRadiotalkに吹き込んだフリートークを『あどりぶラヂオ』（平日深夜の生放送番組）で放送する」という企画を毎月末に実施している。24日（金曜日）までに寄せられたトークの音源をMBSラジオのスタッフが審査したうえで、「トークの内容が優秀」と判断された音源を、発案者の高本慧（毎日放送東京支社ラジオ部員）がパーソナリティを務める30日（木曜日：29日未明）放送分で流す。高本は、この企画の発案に際して、「従来のラジオ番組でもリスナーからのメッセージを番組に取り入れてきたが、『リスナーがラジオの面白さを肌で感じられるのは、フリートークを通じて番組に参加してもらうことではないか』と思う。プロとアマチュアの垣根がない環境で、面白いトークに人が集まって、自分と同じような考えや、魅力的な視点を持つ人たち同士があつまる場としてラジオが機能すれば良い」と述べている。
また、2019年7月6日より同局にて井口綾子がパーソナリティを務めるコラボ番組『アッパレ!ラジオトーカーやってまーす』を放送していた。同社とコラボしている地上波の番組には次のような番組がある。
- 北野誠の茶屋町怪談[18]
- 犬山の遠吠え!やってまーす[19]
- ミッドナイト・ダイバーシティー〜正気のSaturday Night〜[20]
- PEOPLE 平成生まれのホンネ[21][リンク切れ]
- 波よ聞いてくれ〜Wave,Listen to me〜[22][リンク切れ]
- よしもと住みます芸人のママママンデー[23]
- あどりぶラヂオ~月刊Radiotalk[24]
- NMB48のTEPPENラジオ[25]
- 植ちゃん・学のなにわもぐもぐラジオ[26]
- 生ラジアン - JFNC制作のラジオ番組『やまだひさしのラジアンリミテッドF』の配信版。もともと金曜深夜1:00 - 5:00に放送され、前半2時間を生放送していたが、2021年12月末で終了。その後もリスナーから4時間放送の要望があったことから、前半2時間の生放送スタイルを踏襲する形で2022年4月8日に開始したものである。
- オレたちゴチャ・まぜっ!〜集まれヤンヤン〜 - 土曜深夜に放送の番組。番組本編とアフタートークを主軸として配信。井口綾子は当番組の過去出演者でもある。